# Symfonie nr. 3 (Taylor)
Matthew Taylor componeerde zijn Symfonie nr. 3 opus 33 van september 2003 tot december 2004.

## Geschiedenis
De compositie is geschreven in opdracht van het ensemble Sound Collective, die onder leiding van dirigent Tom Hammond de première gaf op 7 januari 2005. In hetzelfde programma werd de 3e symfonie van Beethoven uitgevoerd en Taylor vond het een uitdaging een werk op te leveren met dezelfde orkestbezetting. De componist heeft na die première nog wat gesleuteld aan het werk en gaf de tweede voorstelling zelf als dirigent van het City of London Sinfonia.

## Compositie
De symfonie, die in één continue beweging wordt uitgevoerd bestaat uit 2 delen, die op zich een onderverdeling hebben:
- Deel 1 Severo- Andante semplice - Animato- Vivace ma sempre agitato - Molto severo - Lamentoso- Mephisto; Allegretto misterioso;
- Deel 2 Finale; L'istesso tempo poco e poco stringedo - Allegro molto - Adagio molto - Lamentoso - Allegro molto.

Het beeld van de symfonie is over het algemeen rustig; je kan duidelijk horen dat de componist bevriend was met componist Robert Simpson; ze zijn klankgenoten. Vanaf het laatste deel van deel 1 komt dan Mephisto (verklankt door de Es-klarinet) als onderwerp naar voren; maar het blijft rustig in tegenstelling tot andere composities die Mephisto als onderwerp hebben (b.v. de Mephisto uit Eine Faust Symphonie van Franz Liszt). Deel 2 laat Mephisto meteen weer verdwijnen en klinkt helder van toon. Pas op het eind komt de dreiging van Mephisto terug. De compositie sluit af met een aantal dragende akkoorden vergezeld door de pauken.

## Bron
Uitgaven van Dutton Epoch; de componist als dirigent met het Royal Ballet Sinfonia uit Birmingham